# 2011년 러시아 의회선거
2011년 러시아 의회 선거(Парламентские выборы в России 2011)는 2011년 450석의 국가두마 의회 의원들을 뽑기 위한 총선거이다. 통합러시아당이 간신히 과반을 유지하였다.

## 참여정당
| 번호 | 번호 | 정당               | 리더                  | 이념         |
| ---- | ---- | ------------------ | --------------------- | ------------ |
| 1    |      | 공정러시아         | 니콜라이 레비시예프   | 민주사회주의 |
| 2    |      | 러시아 자유민주당  | 블라디미르 지리놉스키 | 국수주의     |
| 3    |      | 러시아의 애국자들  | 겐나디 세미긴         | 좌익민족주의 |
| 4    |      | 러시아 연방 공산당 | 겐나디 쥬가노프       | 공산주의     |
| 5    |      | 야블로코           | 세르게이 미트로시킨   | 사회자유주의 |
| 6    |      | 통합러시아         | 블라디미르 푸틴       | 포괄정당     |
| 7    |      | 우익활동당         | 안드레이 쥬나에프     | 자유민주주의 |

총 7개의 정당이 후보를 내었으며, 그중 4개의 정당이 원내 진입에 성공하였다.

## 총선 결과

### 출구조사 결과
| 순위 | 정당               | 득표율  |
| ---- | ------------------ | ------- |
| 1    | 통합러시아         | 58.99%  |
| 2    | 러시아 연방 공산당 | 32.96%  |
| 3    | 러시아 자유민주당  | 23.74%  |
| 4    | 공정러시아         | 19.41%  |
| 5    | 야블로코           | 9.32%   |
| 6    | 러시아의 애국자들  | 1.46%   |
| 7    | 우익활동당         | 0.59%   |
| -    | 총합               | 146.47% |

총 유권자 1억 923만 7780명의 146.47%인 1억 6천만 523명이 투표하였으며, 통합러시아당이 1위를 유지하는 것으로 나타났다.

### 최종 결과
| 순위 | 정당               | 득표율 | 의석 수 |
| ---- | ------------------ | ------ | ------- |
| 1    | 통합러시아         | 49.32% | 238석   |
| 2    | 러시아 연방 공산당 | 19.19% | 92석    |
| 3    | 공정러시아         | 13.24% | 64석    |
| 4    | 러시아 자유민주당  | 11.67% | 56석    |
| 5    | 야블로코           | 3.43%  | 0석     |
| 6    | 러시아의 애국자들  | 0.97%  | 0석     |
| 7    | 우익활동당         | 0.60%  | 0석     |
| -    | 총합               | 450    | 450석   |

통합러시아가 77석을 잃으면서 대패하였고, 러시아 연방 공산당과 공정 러시아가 선전하였다. 야블로코는 상트페테르부르크에서 11%를 득표하기도 하였으나 최종적으로 3.43%를 득표해 원내 진입이 무산되었다.
유권자의 60.1%인 6462만 3062명이 투표하였으며, 103만표는 무효표였다.

### 주요 지역별 결과
| 지역             | 통합러시아 | 공산당 | 공정당 | 자민당 | 야블로코 |
| ---------------- | ---------- | ------ | ------ | ------ | -------- |
| 모스크바         | 46.6%      | 19.3%  | 12.1%  | 9.4%   | 8.5%     |
| 상트페테르부르크 | 35.4%      | 15.3%  | 23.7%  | 10.3%  | 11.6%    |
| 노보시비르스크   | 33.8%      | 30.3%  | 12.7%  | 15.7%  | 4.3%     |
| 볼고그라드       | 36.2%      | 22.9%  | 21.3%  | 13.3%  | 3.3%     |
| 블라디보스토크   | 33.3%      | 23.2%  | 18.1%  | 18.7%  | 3.0%     |
| 투바공화국       | 83.7%      | 3.9%   | 6.7%   | 2.1%   | 0.3%     |
| 체첸             | 99.4%      | 0.2%   | 0.2%   | 0.0%   | 0.0%     |
| 인구시 공화국    | 91.0%      | 2.9%   | 2.3%   | 0.4%   | 3.4%     |

공정러시아와 야블로코, 공산당 등은 도시지역에서 선전하였으나 시베리아 지역에서 압도적으로 패배하였다.

## 논란
출구조사에서 통합러시아가 60%에 가까운 지지율을 가져가 출구조사 지지율 합산이 146%가 되자 부정선거가 아니냐는 논란이 불거졌다. 공산당과 미국의 언론들은 이 출구조사 결과를 두고 부정선거라며 항의하였고 이는 시위로 확산되어 러시아 전역으로 푸틴 퇴진 운동이 일어났다.